# Communauté de communes des Portes de la Bresse
La communauté de communes des Portes de la Bresse est une ancienne communauté de communes française, située dans le département de Saône-et-Loire et la région Bourgogne-Franche-Comté.

## Composition
| Nom                            | Code Insee | Gentilé       | Superficie (km2) | Population (dernière pop. légale) | Densité (hab./km2) |
| ------------------------------ | ---------- | ------------- | ---------------- | --------------------------------- | ------------------ |
| Saint-Germain-du-Plain (siège) | 71420      | San-Germinois | 19,31            | 2 214 (2014)                      | 115                |
| L'Abergement-Sainte-Colombe    | 71002      | Bargementais  | 19,53            | 1 189 (2014)                      | 61                 |
| Baudrières                     | 71023      | Baudriérois   | 27,00            | 951 (2014)                        | 35                 |
| Lessard-en-Bresse              | 71256      | Lessardiens   | 8,20             | 563 (2014)                        | 69                 |
| Ouroux-sur-Saône               | 71336      | Ouriats       | 22,62            | 3 060 (2014)                      | 135                |
| Saint-Christophe-en-Bresse     | 71398      | Christophais  | 20,39            | 1 093 (2014)                      | 54                 |
| Tronchy                        | 71548      |               | 7,76             | 253 (2014)                        | 33                 |

## Historique
Le 1er janvier 2017, avec la mise en place du nouveau schéma départemental de coopération intercommunale, la communauté de communes fusionne avec la communauté de communes Saône, Seille, Sâne pour former la communauté de communes Terres de Bresse.

## Sources
- Le SPLAF (Site sur la Population et les Limites Administratives de la France)
- La base ASPIC